# Auw, Aargau
Auw (schweizertyska: Au) är en ort och kommun i distriktet Muri i kantonen Aargau, Schweiz. Kommunen har 2 290 invånare (2023). I kommunen finns även byn Rüstenschwil.